# 995
Cette page concerne l'année 995  du calendrier julien. Pour l'année 995 av. J.-C., voir 995 av. J.-C.
L'année 995 est une année commune qui commence un mardi.

## Événements

### Asie
- Avril : l’empereur byzantin Basile II arrive à Antioche avec ses troupes après avoir traversé l'Asie mineure en 16 jours[1].
- 5 mai : le général fatimide Mangûtekîn lève le siège d'Alep devant l'avance des Byzantins et se retire à Damas[1].
- 19 juillet[2] : au Japon, Fujiwara no Michinaga devient ministre de droite (Udaijin) et Examinateur des documents impériaux (nairan, le 11 juin)[3]. Il doit son arrivée sur le devant de la scène à la mort par maladie de ses deux aînés.

- Abu 'Ali et Fa'iq, gouverneurs qarakhanides révoltés contre les Samanides, chassent  de Nichapur le Ghaznavide Mahmûd, gouverneur du Khorassan depuis 994. Subuktigîn vient au secours de son fils et Abu 'Ali et Fa'iq sont battus dans les environs de Tus. Ils doivent fuir vers le nord, en territoire qarakhanide[4].

### Europe
- 2 juin : ouverture du concile de Mouzon présidé par le légat du pape, Léon. Le roi Hugues Capet et son fils déclinent l'invitation et interdisent aux évêques de Francie occidentale de s'y rendre. Gerbert d'Aurillac, dont la nomination comme archevêque de Reims est contestée par le pape Jean XV, y comparait cependant devant l’archevêque de Trèves, les évêques Haymon de Verdun, Notger de Liège et Sigefroi de Münster, en présence du comte Godefroid de Verdun. Gerbert est suspendu de ses fonctions épiscopales jusqu’à la tenue d’un concile à Reims le 1er juillet[5]. Pour se justifier, il publie les actes du synode de Saint-Basle et rédige une lettre à Wilderod, évêque de Strasbourg dans laquelle il défend sa position. Il reconnait la primauté du pape mais affirme que celui-ci n'a pas à intervenir directement dans les affaires de province qui relèvent des conciles provinciaux dont le rôle a été défini par le Concile de Nicée[6]. Le concile de Reims qui suit ne résout rien, le légat restant sur ses positions[5].
- 28 août : mort d'Henri le Querelleur. Son fils Henri le Saint devient duc de Bavière[7].
- 28 septembre : le duc de Bohême Boleslav Přemyslide, inquiet du rapprochement entre les Slavník (cs) et les Polonais, attaque le château de Libice, principal appui de la famille rivale, et en massacre tous les habitants[8]. Le duc Sobeslav, qui était absent, se réfugie avec son armée chez ses alliés polonais. Toute la Bohême se trouve sous l’autorité des Přemyslides[9].

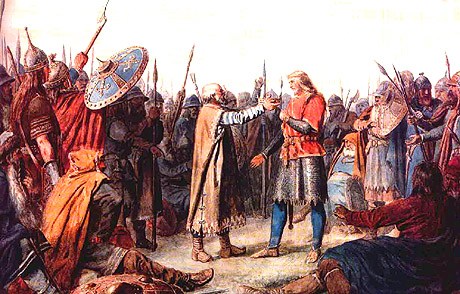
L'élection d'Olaf Tryggvason (en tunique rouge) au titre de roi.

- Début du règne d'Olav Ier Trygvesson, roi de Norvège (fin en 1000)[10]. Descendant de Harald Ier Haarfarger, il a séjourné à Novgorod puis en Angleterre. Converti au christianisme par l’évêque de Winchester, il tente de l’introduire en Norvège et d’unifier le pays. Il parcourt la Norvège et obtient un à un le ralliement forcé des thing.
- Début du règne d'Olav Skötkonung, premier roi chrétien de Suède (fin en 1026)[11]. Son père le roi Érik Segersall a été baptisé au Danemark mais est retourné au paganisme à son retour en Suède. Olav Eríksson Skötkonung, qui selon la tradition, a été converti par Saint Sigfridhr, favorise le christianisme (sa mère est Slave). Il aide la fondation d’une nouvelle mission chrétienne à Sigtuna, alors le centre des opérations commerciales. Olav est rejeté par son milieu, et doit se retirer à Skara, où est fondé le plus ancien des évêchés suédois. Il réside en Östergötland, région ou le christianisme est largement implanté. Il ne peut plus après sa conversion retourner en Uppland, qui reste longtemps encore la forteresse du paganisme.
- Le tsar bulgare Samuel Ier menace Thessalonique[12].